# Pedro Escosteguy
Pedro Geraldo Escosteguy (Santana do Livramento, 1916 — Porto Alegre, 1989) foi um artista plástico e poeta brasileiro.
Descendente de bascos, formou-se em Medicina em 1938, mas na década de 1950 integrou o Grupo Quixote e publicou os livros Cantos à Beira do Tempo (1955), e A Palavra e o Dançarino (1958). Mudando-se para o Rio de Janeiro em 1960, contribuiu para as revistas O Cruzeiro e Leitura. Em 1964 passou a se dedicar à pintura, sendo aluno de Antônio Dias, e iniciou pesquisas com objetos imbuídos de uma temática política e crítica. 
Fez parte da exposição Nova Objetividade Brasileira em 1967. Em 1968, elaborou o texto e o roteiro do documentário Arte Pública e participou do evento Arte no Aterro, além de fazer parte da Secretaria e Comissão de Planejamento da Associação Internacional de Artistas Plásticos, atuando até 1980 nas artes. Retornando a Porto Alegre em 1986, gravou alguns de seus poemas em disco e publicou em 1988 o livro Relatório da Noite.